# Кубок ірландської ліги з футболу 2012
Кубок ірландської ліги 2012 — 39-й розіграш Кубка ірландської ліги. Переможцем вдруге стала Дрогеда Юнайтед.

## Календар
| Раунд        | Дата              | Матчі | Клуби   |
| ------------ | ----------------- | ----- | ------- |
| Перший раунд | 26 березня 2012   | 6     | 22 → 16 |
| 1/8 фіналу   | 9-10 квітня 2012  | 8     | 16 → 8  |
| 1/4 фіналу   | 25-26 червня 2012 | 4     | 8 → 4   |
| 1/2 фіналу   | 6 серпня 2012     | 2     | 4 → 2   |
| Фінал        | 22 вересня 2012   | 1     | 2 → 1   |

## Перший раунд
| Команда 1             | Рахунок | Команда 2         |
| --------------------- | ------- | ----------------- |
| 26 березня 2012       |         |                   |
| Корк Сіті             | 5:1     | Вексфорд Ютс (2)  |
| Вотерфорд Юнайтед (2) | 1:6     | ЮКД               |
| Фінн Гарпс (2)        | 2:0     | Мейо Ліга (7)     |
| Атлон Таун (2)        | 2:5     | Дрогеда Юнайтед   |
| Монахан Юнайтед (3)   | 2:1     | Фанад Юнайтед (Ю) |
| Шелбурн               | 1:0     | Мерву Юнайтед (2) |

## 1/8 фіналу
| Команда 1            | Рахунок         | Команда 2           |
| -------------------- | --------------- | ------------------- |
| 9 квітня 2012        |                 |                     |
| Деррі Сіті           | 4:0             | Фінн Гарпс (2)      |
| Сент-Патрікс Атлетік | 2:1             | ЮКД                 |
| Солтгілл Девон (2)   | 0:2             | Шемрок Роверс       |
| Лімерик (2)          | 3:0             | Корк Сіті           |
| Шелбурн              | 1:2 дч          | Брей Вондерерз      |
| Слайго Роверз        | 3:1             | Монахан Юнайтед (3) |
| 10 квітня 2012       |                 |                     |
| Дрогеда Юнайтед      | 1:1 дч пен. 4:3 | Богеміан            |
| Лонгфорд Таун (2)    | 1:2             | Дандолк             |

## 1/4 фіналу
| Команда 1            | Рахунок         | Команда 2     |
| -------------------- | --------------- | ------------- |
| 25 червня 2012       |                 |               |
| Дрогеда Юнайтед      | 1:1 дч пен. 3:2 | Дандолк       |
| Брей Вондерерз       | 1:3             | Лімерик (2)   |
| 26 червня 2012       |                 |               |
| Сент-Патрікс Атлетік | 1:1 дч пен. 2:4 | Шемрок Роверс |
| Слайго Роверз        | 4:0             | Деррі Сіті    |

## 1/2 фіналу
| Команда 1       | Рахунок | Команда 2     |
| --------------- | ------- | ------------- |
| 6 серпня 2012   |         |               |
| Дрогеда Юнайтед | 2:1     | Слайго Роверз |
| Шемрок Роверс   | 4:1     | Лімерик (2)   |

## Фінал
| 22 вересня 2012 19:45 (EEST) |

| Дрогеда Юнайтед                             | 3:1      | Шемрок Роверс |
| ------------------------------------------- | -------- | ------------- |
| О'Браєн 32' Гілберт 43' (автогол) Фоулі 61' | Протокол | Бреннан 59'   |

| Талла, Дублін Глядачів: 3 120 Арбітр: Том Коннолі |